# Augusta xứ Sachsen-Gotha-Altenburg
Augusta xứ Sachsen-Gotha-Altenburg (tiếng Đức: Augusta von Sachsen-Gotha-Altenburg; 30 tháng 11 năm 1719 - 8 tháng 2 năm 1772) là Vương phi xứ Wales với tư cách là vợ của Frederick, Thân vương xứ Wales. Bà là một trong bốn Vương phi xứ Wales chưa bao giờ trở thành Vương hậu, con trai cả của bà, George III, kế vị cha chồng bà là George II của Anh vào năm 1760 vì chồng bà đã qua đời 9 năm trước đó.
Vào năm 1751, cái chết đột ngột của Frederick khiến ngai vị Trữ quân đã từng khủng hoảng vì tình trạng của cha chồng bà - Vua George II - đã rất xấu, trong lúc đó con trai trưởng của bà là George khi ấy vẫn còn chưa thành niên. Vì lý do này, mặc trong thời gian này Vua George II vẫn còn sống (phải đến năm 1760 mới mất), bà Augusta đã trở thành người sẽ ở vị trí nhiếp chính trong giai đoạn từ khi Thân vương xứ Wales qua đời. Cuối cùng thì chuyện nhiếp chính đã không diễn ra khi vào năm 1756 thì con trai bà đã chính thức thành niên.

## Thời thơ ấu
Công nữ Augusta chào đời ở thành phố Gotha thuộc Công quốc Sachsen-Gotha-Altenburg - một Công quốc nhỏ thuộc khu vực Thüringen của nước Đức hiện tại. Gia tộc Sachsen-Gotha-Altenburg của Augusta là một nhánh của Vương tộc Wettin - một vương tộc khá cổ kính tại Đức. Cha bà là Friedrich II xứ Sachsen-Gotha-Altenburg (1676–1732) và mẹ bà là Magdalena Augusta xứ Anhalt-Zerbst, vì thế bà là em gái của Friedrich III xứ Sachsen-Gotha-Altenburg.
Cũng như các thành viên nhà Hannover, Augusta xuất thân từ những quý tộc người Đức, hơn nữa lại là những gia tộc trị vì quốc gia riêng (với tư cách là Vua) dù lãnh thổ hạn chế. Qua họ nội, Augusta là hậu duệ của Hoàng đế Frederick III - một Hoàng đế của Đế quốc La Mã thần thánh. Đây là vì mẹ của ông nội Agusta - Ernest I, Công tước Saxe-Gotha - là một người cháu gái của Christoph, Công tước xứ Württemberg. Trong khi đó, Công tước Christoph có bà ngoại là Kunigunde của Áo - con gái Hoàng đế Frederick III. Về họ ngoại, Magdalena Augusta xuất thân từ gia tộc trị vì Anhalt-Zerbst, cũng là người Đức, một nhánh của gia tộc quyền quý nhà Ascania sở hữu lãnh thổ trù phú thuộc về Saxon ở khu vực Đông phiên (được gọi là Saxon Eastern March).
Năm 1736, bà kết hôn với Frederick, Thân vương xứ Wales, con trai cả của Vua George II và Vương hậu Caroline. Ban đầu, Frederick được trù định kết hôn với con gái cả của Friedrich Wilhelm I của Phổ. Một cuộc hôn nhân giữa Anh và Phổ đã được Vua George II và triều thần ấp ủ trong nhiều năm. Tuy nhiên, khi George II đề nghị rằng con trai cả của ông sẽ kết hôn với con gái cả của Frederick I (tức Vương nữ Luise Ulrike), trong khi con gái thứ hai của ông là Vương nữ Caroline sẽ kết hôn với con trai cả của Frederick I, Quốc vương Phổ lại đưa ra đề nghị con trai cả của ông kết hôn với con gái cả của George II là Vương nữ Amelia. George II hủy bỏ hôn ước vì không chấp thuận lời đề nghị này. Trong khoảng thời gian hôn ước với Phổ bị hủy, có tin đồn cho rằng Frederick có khả năng kết hôn với Lady Diana Spencer, cháu ngoại của Sarah Jennings, Công tước phu nhân xứ Marlborough, một nữ quý tộc có sức ảnh hưởng lớn lúc bấy giờ, khi Frederick đến thăm Bà Công tước tại Richmond. Vương hậu Caroline nhận thấy cần phải nhanh chóng sắp xếp một cuộc hôn nhân cho con trai để tránh xảy ra một cuộc hôn nhân bất đăng đối. Do đó, bà gợi ý với nhà Vua nên ghé ngang Saxe-Gotha để xem mắt các Công chúa ở đó trong chuyến thăm sắp tới đến Hanover. Nhà vua đã làm theo và ông vừa ý Augusta. Khi nhà Vua hỏi ý kiến, Frederick đơn giản trả lời rằng ông sẽ chấp nhận bất kỳ người vợ nào mà cha chọn. Thái độ của Frederick xuất phát từ việc ông mong muốn được Nghị viện tăng thêm trợ cấp để độc lập tài chính khỏi cha mình.
Augusta không biết nói tiếng Pháp hay tiếng Anh, một số người đề nghị dạy bà học nói hai thứ tiếng đó trước khi về làm dâu, nhưng mẹ bà xem việc đó là không cần thiết vì vương tộc Anh xuất phát từ Đức. Augusta đến Anh và một lễ cưới diễn ra gần như ngay lập tức vào ngày 8 tháng 5 năm 1736, tại Nhà nguyện vương thất ở Cung điện Thánh James, Luân Đôn

## Vương phi xứ Wales

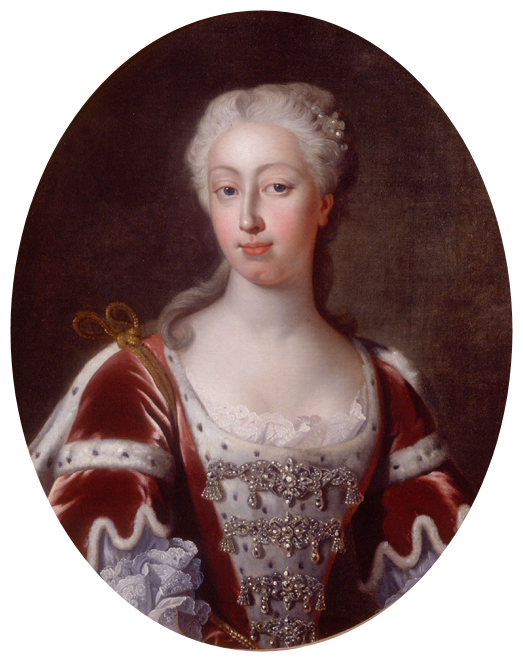
Augusta thời điểm làm Vương phi xứ Wales.

Augusta xứ Sachsen-Gotha-Altenburg rời Hellevoetsluis ngày 17 tháng 4 năm 1736 và đến Greenwich trên du thuyền vương thất "William and Mary" vào ngày 25 tháng ấy, tại đó bà được vị hôn phu đón tiếp. Vào ngày 27 tháng 4 năm ấy, Augusta được hộ tống đến Cung điện Thánh James tại Luân Đôn, để ra mắt các thành viên còn lại của vương thất. Khi được giới thiệu, bà đã tạo một ấn tượng tốt với nhà Vua và Vương hậu bằng hành động nhún người sát sàn nhà như một cử chỉ đúng lễ khi diện kiến.
Trong năm đầu tiên của hôn nhân, Augusta vài lần bị bắt gặp đang chơi với búp bê qua cửa sổ dinh thự cho đến khi em chồng bà, Vương nữ Caroline, yêu cầu bà chấm dứt hành động đó. Frederick đã lợi dụng sự non nớt của vợ để qua lại với tình nhân, Lady Archibald Hamilton, người làm việc cho Augusta với tư cách Lady of the Bedchamber sau khi Frederick thuyết phục bà rằng những tin đồn về chuyện ngoại tình của ông đều không có thật. Augusta và Frederick có tổng cộng 9 người con, đứa con cuối cùng của họ, Vương tôn nữ Caroline Matilda (sau là Vương hậu Đan Mạch và Na Uy) chào đời sau cái chết của Frederick.
Frederick đã từng tuyên bố rằng ông sẽ không bao giờ cho phép bản thân bị ảnh hưởng bởi vợ như cha, và do đó ông không bao giờ xem Augusta như một người bạn tâm tình của mình. Tuy nhiên, ông đã chỉ dạy vợ hành động theo mong muốn của mình trong sự ác cảm với cha mẹ. Trong một số dịp, Frederick được cho là đã chỉ cho Augusta sỉ nhục cha mẹ mình. Khi Augusta tham dự buổi lễ tại Nhà nguyện Lutheran Đức, Vương hậu Caroline cũng có mặt trong sự kiện, Frederick đã dặn Augusta phải luôn đến sau Vương hậu, vì vậy bà buộc phải đi ngang trước mặt Vương hậu để đến chỗ ngồi của mình. Việc này cuối cùng đã khiến Vương hậu yêu cầu Augusta nên được dẫn đến chỗ ngồi bằng một lối đi khác, và Frederick dặn Augusta không cần vào Nhà nguyện nếu Vương hậu đã đến đó trước bà.
Khi Augusta được thông báo mang thai lần đầu tiên, Vương hậu Caroline khẳng định bà chắc chắn sẽ có mặt chứng kiến Augusta sinh con để đảm bảo tính xác thực của cái thai. Bà được cho là mong muốn ngai vàng sẽ truyền lại cho người con trai thứ hai. Augusta sinh hạ người con gái cả, Vương tôn nữ Augusta, vào ngày 31 tháng 7 năm 1737, tại Cung điện Thánh James sau khi Frederick buộc bà phải chuyển từ Cung điện Hampton Court trong lúc chuyển dạ nhằm ngăn việc Quốc vương và Vương hậu có mặt chứng kiến. Tuy nhiên, Cung điện St James lúc đó chưa sẵn sàng để nhận trọng trách đỡ đẻ, không có chiếc giường nào được chuẩn bị thậm chí không thể tìm thấy tấm vải sạch nào và Augusta buộc phải sinh con trên chiếc khăn trải bàn. Vương hậu Caroline từng nói về con dâu và những thiệt thòi mà Augusta phải gánh chịu vì mình:"Con bé đáng thương, phải chi nó khạc vào mặt ta, ta chỉ có thể thương hại con bé vì phải tuân theo những chỉ bảo ngu ngốc như vậy".
Tình cảnh sinh nở của Vương phi xứ Wales dẫn tới một cuộc tranh cãi giữa Thân vương, Vương phi xứ Wales với nhà Vua và Vương hậu, mối quan hệ giữa họ vô cùng căng thẳng mãi đến khi dư luận trong cuộc nổi loạn của Jacobite vào năm 1745 gây áp lực lên họ. Sau khi hòa giải, hai vợ chồng dần tham gia vào việc xã giao của tầng lớp thượng lưu, cho phép các cận thần xuất hiện ở cả hai triều đình mà không lăng mạ họ. Augusta đã gây ấn tượng tốt trong đời sống xã hội, nơi cô được mô tả là xinh đẹp, thanh lịch và là một bà chủ mến khách. Đôi lúc các con của Augusta được chỉ dạy để biểu diễn cho các vị khách thưởng thức, điển hình vào ngày 4 tháng 1 năm 1749, khi George, Augusta, Elizabeth, Edward và một số người bạn chơi cùng họ diễn trong vở bi kịch của Cato.

## Thời kỳ góa phụ
Ngày 31 tháng 3 năm 1751, Frederick qua đời đột ngột, do đó Augusta trở thành một góa phụ. Tiếng Anh đều thêm chữ "Dowager" vào tước hiệu của người phụ nữ góa phụ, do đó Augusta từ đây được gọi là 「The Dowager Princess of Wales」, có thể được dịch là "Vương thái phi xứ Wales" hoặc "Vương phi góa phụ xứ Wales", đôi khi bà lại được gọi đơn giản là 「The Princess Dowager; Thái phi」, hoặc thậm chí 「The Princess of Wales」vì khi ấy Thân vương xứ Wales vẫn chưa kết hôn và do đó tước vị Vương phi xứ Wales vẫn ám chỉ đến Augusta. Bác sĩ Doran mô tả Augusta thời điểm chồng bà qua đời như sau: 

She had, throughout her married life exhibited much mental superiority, with great kindness of disposition, and that under circumstances of great difficulty, and sometimes of a character to inflict vexation on the calmest nature. [...] She was then the mother of eight children, expecting shortly to be the mother of a ninth, and she was brought reluctantly to knowledge that their father was no more. It was six in the morning before her attendants could persuade her to retire to bed; but she arose again at eight, and then, with less thought for her grief than her anxiety for the honor of him whose death was the cause of it, she proceeded to the Prince's room, and burned all of his private papers. By this the world lost some rare supplementary chapters to the Cronique Scandaleuse!
.
Bà ấy thể hiện một tinh thần vững vàng cùng sự tử tế tuyệt vời trong suốt cuộc hôn nhân của mình, cũng như trong những hoàn cảnh khốn khổ đến tận cùng, và đôi khi lại là một người chịu đựng sự làm phiền với bản tính trầm tĩnh[...]

Lúc bấy giờ bà là mẹ của tám đứa con, đang mong đợi không lâu nữa sẽ trở thành mẹ của đứa con thứ chín, và phải nhận thức một cách miễn cưỡng rằng cha của lũ trẻ đã không còn nữa. Khi ấy là sáu giờ sáng, trước khi người hầu có thể thuyết phục bà về giường nằm nghỉ, bà lại tỉnh dậy vào lúc tám giờ, và sau đó với nỗi lo cho danh dự của chồng hơn là suy nghĩ về nỗi đau của bản thân, bà bước vào phòng của Thân vương và đốt tất cả giấy tờ riêng tư của ông ấy. Vì việc này mà thế giới bị mất một số chương hiếm hoi bổ sung cho bộ sách Cronique Scandaleuse!
Vua George II được cho là không thể hiện nhiều cảm xúc đối với sự ra đi của con trai và tổ chức tang lễ hết sức đơn giản. Khi nhận được lời chia buồn của nhà Vua, Augusta trả lời rằng bà đặt bản thân và các con vào tình thương và sự chở che của người chồng quá cố, và nhà Vua bị xúc động trước tình cảnh góa bụa cùng bầy con thơ của con dâu và sẵn sàng bù đắp cho họ. Sau cái chết của Frederick, vai trò của Augusta với tư cách là mẹ của người thừa kế ngai vàng trở nên nổi bật hơn, bà được nhà Vua và Nghị viện đặt giả định là nhiếp chính tương lai trong trường hợp nhà Vua băng hà và con trai cả của Augusta, lúc bấy giờ là Thân vương xứ Wales, còn quá nhỏ. Điều này gây ra một cuộc tranh cãi và bị Vương tử William, Công tước xứ Cumberland, phản đối vì ông vốn hy vọng sẽ được giao vai trò nhiếp chính thay vì chị dâu.
Trong những năm cuối triều đại George II, Augusta chọn cách sống ẩn dật và dành thời gian chăm sóc các con của mình. Trong số những lần ít ỏi xuất hiện trước công chúng, Augusta được nhà Vua trao cho vai trò mang tính nghi lễ và vinh dự giống như ông trao cho Vương hậu trước đây, vì lẽ đó mà Augusta được dân chúng và các triều thần muôn phần kính trọng. Tuy nhiên, Augusta ít nhiều bị mất lòng dân sau khi trở thành góa phụ. Bà bị chỉ trích vì cách nuôi dạy con cái của bà quá kín đáo, cách biệt chúng với thế giới bên ngoài và hiếm khi tiếp xúc người khác. Không lâu sau khi góa chồng, Augusta bắt đầu bị ảnh hưởng bởi John Stuart, Bá tước xứ Bute thứ 3, đồng thời là giáo sư của con trai bà, có tin đồn rằng giữa họ có gian tình và cả hai người bị truyền thông bôi nhọ vì việc này.
Khi con trai cả của Augusta dần trưởng thành, Vua George II cố gắng sắp xếp một cuộc hôn nhân cho cháu nội. Nhà Vua có ý định chọn một Công nữ xứ Braunschweig-Wolffenbüttel hoặc một Vương nữ Phổ, nhưng Augusta từ chối, đồng thời đề xuất một thành viên trong chính gia tộc của bà, gia tộc Sachsen-Gotha.

## Đức bà Vương mẫu

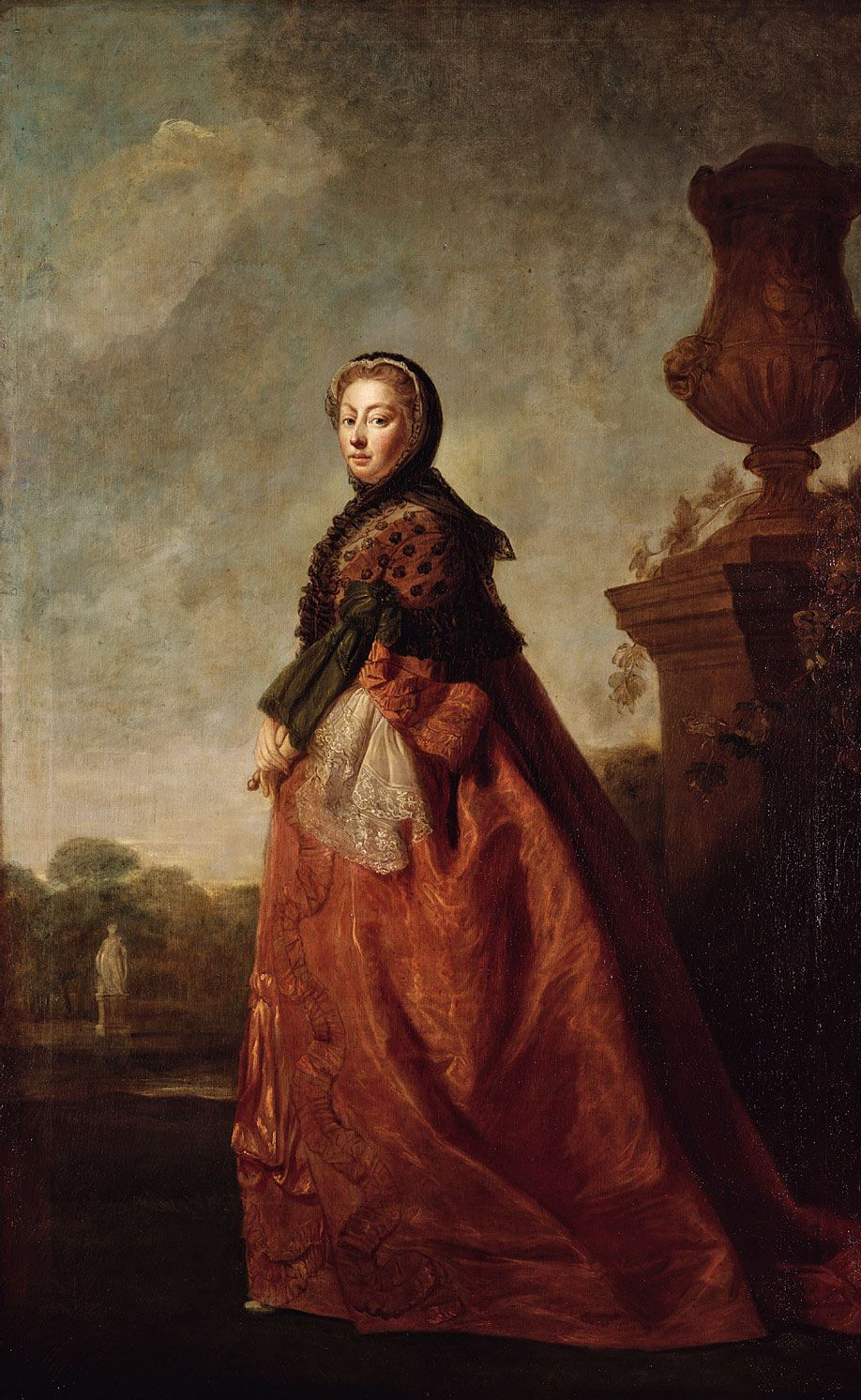
Chân dung Augusta, Thái phi xứ Wales và Đức bà Vương mẫu. Được vẽ sau khi bà qua đời, khoảng 1780, họa sĩ Allan Ramsay.

Ngày 25 tháng 10 năm 1760, con trai bà kế vị cha chồng bà, trở thành Vua George III. Cung đình Châu Âu không có việc gia tôn tước hiệu, xem trọng địa vị của tước hiệu rất thực dụng thông qua hôn nhân hiện hữu. Augusta là vợ góa của một Thân vương xứ Wales, cho nên bà vẫn là "Góa phụ của Thân vương xứ Wales" như lúc kể từ thời điểm Frederick qua đời, vì vậy cho dù ai cũng biết bà là người sinh ra Quốc vương đương nhiệm - George III - nhưng bà vẫn chỉ nhận lấy tước hiệu Thái phi xứ Wales như trước đây bà vẫn giữ, mà không phải Thái hậu nếu chúng ta cứ theo thói quen gia tôn tước hiệu kiểu khối đồng văn Hoa Hạ. Bên cạnh tước hiệu Thái phi xứ Wales, bà đôi khi sẽ được đề cập bằng danh xưng 「The King's mother」, tức "Thân mẫu của nhà Vua" hoặc "Vương mẫu", để nhấn mạnh thân phận mẹ đẻ của Vua George III trong thực tế.
Một năm sau khi kế vị, nhà Vua kết hôn với Charlotte xứ Mecklenburg-Strelitz. Mối quan hệ của Augusta với con dâu không được tốt đẹp. Augusta đã gây khó khăn cho con dâu trong việc tạo dựng các mối quan hệ xã hội bằng cách nhấn mạnh các nghi lễ cứng nhắc của triều đình Anh. Hơn nữa, Augusta còn bổ nhiệm phần lớn thị tùng cho Vương hậu Charlotte, một số người trong đó được cho là có trách nhiệm báo cáo với Augusta biết mọi hành tung của con dâu. Khi Vương hậu kết giao với những hầu gái thân cận, bà bị Augusta chỉ trích nặng nề vì giữ quá nhiều tâm phúc, đáng chú ý là Juliane von Schwellenberg.
Dù chỉ là tước hiệu Thái phi góa phụ, nhưng sự thực việc bà là sinh mẫu của nhà Vua cũng đủ để tạo nền tảng cho Augusta gây nên một ảnh hưởng chính trị nhất định lên con trai, người 「"Nhất mực tuân theo những lời khuyên mà bà đưa ra"」, và ông cũng tin tưởng chúng. Augusta được cho là đã đôi lần bị ảnh hưởng bởi Lord Bute, người được bổ nhiệm làm Thủ tướng với sự hỗ trợ của Augusta vào năm 1762. Việc Lord Bute được bổ nhiệm đã gây ra một cuộc khủng hoảng nghiêm trọng và khiến cả Augusta và Bute phải đối mặt với sự chống đối mãnh liệt đến mức Bute phải từ chức từ năm sau. Một số câu nói tuyên truyền mang tính công kích yêu cầu 「"Luận tội Vương mẫu"; Impeach the King's mother」 được viết nguệch ngoạc trên các bức tường của triều đình ở cuối con phố.
Khi Vua George III phát bệnh tâm thần tạm thời vào năm 1765, Augusta và Lord Bute không cho Vương hậu Charlotte biết tình hình. Dự luật Nhiếp chính năm 1765 khẳng định nếu Nhà vua không còn khả năng trị vì, Charlotte sẽ trở thành nhiếp chính. Augusta được đề nghị làm nhiếp chính nhưng có sự phản đối quyết liệt về đề cử này, bởi người ta lo ngại về ảnh hưởng của Lord Bute đối với quyền lực của Augusta khi làm nhiếp chính, và sợ rằng khi Augusta trở thành nhiếp chính, Lord Bute mới là người cai trị thực sự.
Khoảng năm 1769, chồng của cô con gái út của bà Caroline Matilda, tức Christian VII của Đan Mạch, đã đến nước Anh. Qua sự nài nỉ của con gái, Augusta trong buổi cơm tối đã đề nghị Vua Christian phục chức cho Louise von Plessen, một cận thần mà Caroline Matilda rất thích. Vua Christian trả lời mình đã thề lời thề thiêng rằng không bao giờ phục vị cho hắn, nhưng nếu con gái Augusta là Caroline Matilda muốn, thì có lẽ là được. Sau cùng, Augusta yêu cầu con gái mình chấm dứt chuyện với von Plessen và nên tận tâm hơn với Vua Christian trong hôn nhân. Đến năm 1770, nhiều tin đồn về Caroline Matilda được truyền ra, đặc biệt là liên quan đến chứng tâm thần trở nặng của Vua Christian cùng sự thất thế của Thủ tướng Bernstorff, được cho là kết quả của việc Caroline Matilda nhúng tay thao túng. Khi Augusta đến thăm con gái cả tại Braunschweig, bà có dịp gặp Caroline Matilda, nhưng đứa con gái này lại chào đón bà trong tư thế kéo quấn chặt váy ở bắp đùi, một hành động được cho là cực kỳ thô lỗ vào lúc đó. Vào lúc Augusta than phiền, Caroline Matilda thản nhiên nói:「"Cầu đi, thưa bà, cầu cho tôi có thể điều hành đất nước của riêng mình theo ý mình"」.
Cuối đời, Augusta qua đời vào năm 52 tuổi tại Dinh thự Carlton, được cho là ung thư cổ họng. Horatio Walpole, Bá tước xứ Orford thứ 4 và là chính trị gia đảng Whig, viết về cái chết của Thái phi trong nhật ký như sau:
ngày 8 tháng 2 năm 1772, died Augusta Princess Dowager of Wales, the King's mother, aged fifty-two, of an abscess in the throat... For the last three months her sufferings had been dreadful and menacing her life, yet her fortitude was invincible, and she kept up to the last moment that disguise and reserve which predominated so strongly in her character. She not only would not acknowledge her danger to her children, servants, and physicians, but went out in her coach. On Thursday, the 6th, her approaching end was envident, and on Friday the King forbade his Levée on that account. It was his custom to visit the Princess, with the Queen, every Saturday evening from six to eight. They now went at that hour on the Friday. Hearing they were come, the Princess rose, dressed herself, and attempted to walk to meet them, but was so weak and unable that the Princess of Brunswick ran out and called in the King and Queen. She pressed them to stay till ten, and when that hour came signed to them to retire as usual. They stayed, however, in her palace, and she went to bed... At 6.30 next morning her attendants found her dead.
.

Ngày 8 tháng 2 năm 1772, Augusta, Thái phi xứ Wales và Đức bà Vương mẫu qua đời vì ung thư cổ họng, thọ năm mươi hai tuổi... Trong ba tháng qua, bà đã phải chịu những đớn đau khủng khiếp và đe dọa đến sự sống của bà, nhưng sức cam chịu của bà là bất khả chiến bại, bà đã che giấu nó cũng như cẩn trọng đến giây phút cuối cùng như một nét nổi trội trong tính cách của bà ấy. Bà không những không thừa nhận sự độc đoán của mình đối với con cái, người hầu và ngự y của mình, mà còn căn dặn trước lúc ra đi. Đến ngày thứ Năm, ngày 6, bà đã gần đến phút lâm chung, vào thứ Sáu, Đức Vua đã hủy tiệc chiêu đãi vì cớ sự đó. Theo lệ Ngài thường cùng Vương hậu đến thăm Thái phi từ sáu giờ đến tám giờ vào mỗi tối thứ Bảy. Giờ đây họ đến cùng giờ đó vào thứ Sáu. Khi hay tin họ đến, Thái phi ngồi dậy, thay trang phục và cố gắng đi ra để tiếp kiến họ, nhưng bà quá yếu và không thể nên Công chúa xứ Brunswick chạy ra ngoài và thỉnh Đức Vua và Vương hậu vào trong. Bà ép họ ở lại đó đến mười giờ, và đến lúc đó họ lại lui ra như thường lệ. Dù vậy, họ vẫn nán lại trong Cung điện của bà, và bà đi ngủ... Đến 6h30 sáng hôm sau, những người hầu cận phát hiện bà đã mất.
Thái phi Augusta được an táng tại Tu viện Westminster theo thông lệ của thành viên vương thất Anh. Bởi vì trong thời gian dài bị dân chúng căm ghét, khi đang thực hiện đưa tang, rất nhiều người đến phản đối hò hét gây cản trở buổi lễ. Trong thời gian góa phụ, Augusta rất thích thú và có công mở rộng Vườn thực vật Kew, nhà kiến trúc sư William Chambers còn giúp bà xây dựng nhiều khu vườn, trong đó có một ngôi chùa tháp kiểu Trung Hoa vào năm 1761 vẫn còn tồn tại đến ngày nay.

## Tước hiệu
- 30 tháng 11 năm 1719 – 17 tháng 4 năm 1736: Her Ducal Serene Highness Công nữ Augusta xứ Sachsen-Gotha-Altenburg, Nữ Công tước xứ Sachsen.
- 17 tháng 4 năm 1736 – 8 tháng 2 năm 1772: Her Royal Highness Vương phi xứ Wales.

## Tổ tiên
| \| \| \| \| \| \| \| \| \| \| \| 8. Ernst I xứ Sachsen-Gotha \| \| \| \| \| \| \| \| \| \| \| \| \| \| \| \| \| \| \| \| \| \| \| \| \| \| \| \| \| \| \| \| \| \| \| \| \| \| \| \| \| \| \| \| \| \| \| \| \| \| \| 4. Friedrich I xứ Saxe-Gotha-Altenburg \| \| \| \| \| \| \| \| \| \| \| \| \| \| \| \| \| \| \| \| \| \| \| \| \| \| \| \| \| \| \| \| \| \| \| \| \| \| \| \| \| \| \| \| \| \| \| \| \| \| \| \| \| \| \| \| \| \| \| \| 9. Elisabeth Sophia xứ Sachsen-Altenburg \| \| \| \| \| \| \| \| \| \| \| \| \| \| \| \| \| \| \| \| \| \| \| \| \| \| \| \| \| \| \| \| \| \| \| \| \| \| \| \| \| \| \| \| \| \| \| \| \| \| \| \| \| \| \| \| \| \| \| \| 2. Friedrich II xứ Sachsen-Gotha-Altenburg \| \| \| \| \| \| \| \| \| \| \| \| \| \| \| \| \| \| \| \| \| \| \| \| \| \| \| \| \| \| \| \| \| \| \| \| \| \| \| \| \| \| \| \| \| \| \| \| \| \| \| \| \| \| \| \| \| \| \| \| 10. August I xứ Sachsen-Weissenfels (= 14) \| \| \| \| \| \| \| \| \| \| \| \| \| \| \| \| \| \| \| \| \| \| \| \| \| \| \| \| \| \| \| \| \| \| \| \| \| \| \| \| \| \| \| \| \| \| \| \| \| \| \| \| \| \| \| \| \| \| \| \| 5. Magdalena Sibylle xứ Sachsen-Weissenfels \| \| \| \| \| \| \| \| \| \| \| \| \| \| \| \| \| \| \| \| \| \| \| \| \| \| \| \| \| \| \| \| \| \| \| \| \| \| \| \| \| \| \| \| \| \| \| \| \| \| \| \| \| \| \| \| \| \| \| \| 11. Anna Maria xứ Mecklenburg-Schwerin (= 15) \| \| \| \| \| \| \| \| \| \| \| \| \| \| \| \| \| \| \| \| \| \| \| \| \| \| \| \| \| \| \| \| \| \| \| \| \| \| \| \| \| \| \| \| \| \| \| \| \| \| \| \| \| \| \| \| \| \| \| \| 1. Augusta xứ Sachsen-Gotha-Altenburg \| \| \| \| \| \| \| \| \| \| \| \| \| \| \| \| \| \| \| \| \| \| \| \| \| \| \| \| \| \| \| \| \| \| \| \| \| \| \| \| \| \| \| \| \| \| \| \| \| \| \| \| \| \| \| \| \| \| \| \| 12. Johann VI xứ Anhalt-Zerbst \| \| \| \| \| \| \| \| \| \| \| \| \| \| \| \| \| \| \| \| \| \| \| \| \| \| \| \| \| \| \| \| \| \| \| \| \| \| \| \| \| \| \| \| \| \| \| \| \| \| \| \| \| \| \| \| \| \| \| \| 6. Karl xứ Anhalt-Zerbst \| \| \| \| \| \| \| \| \| \| \| \| \| \| \| \| \| \| \| \| \| \| \| \| \| \| \| \| \| \| \| \| \| \| \| \| \| \| \| \| \| \| \| \| \| \| \| \| \| \| \| \| \| \| \| \| \| \| \| \| 13. Sophie Augusta xứ Holstein-Gottorp \| \| \| \| \| \| \| \| \| \| \| \| \| \| \| \| \| \| \| \| \| \| \| \| \| \| \| \| \| \| \| \| \| \| \| \| \| \| \| \| \| \| \| \| \| \| \| \| \| \| \| \| \| \| \| \| \| \| \| \| 3. Magdalena Augusta xứ Anhalt-Zerbst \| \| \| \| \| \| \| \| \| \| \| \| \| \| \| \| \| \| \| \| \| \| \| \| \| \| \| \| \| \| \| \| \| \| \| \| \| \| \| \| \| \| \| \| \| \| \| \| \| \| \| \| \| \| \| \| \| \| \| \| 14. August I xứ Sachsen-Weissenfels (= 10) \| \| \| \| \| \| \| \| \| \| \| \| \| \| \| \| \| \| \| \| \| \| \| \| \| \| \| \| \| \| \| \| \| \| \| \| \| \| \| \| \| \| \| \| \| \| \| \| \| \| \| \| \| \| \| \| \| \| \| \| 7. Sophie xứ Sachsen-Weissenfels \| \| \| \| \| \| \| \| \| \| \| \| \| \| \| \| \| \| \| \| \| \| \| \| \| \| \| \| \| \| \| \| \| \| \| \| \| \| \| \| \| \| \| \| \| \| \| \| \| \| \| \| \| \| \| \| \| \| \| \| 15. Anna Maria xứ Mecklenburg-Schwerin (= 11) \| \| \| \| \| \| \| \| \| \| \| \| \| \| \| \| \| \| \| \| \| \| \| \| \| \| \| \| \| \| \| \| \| \| \| \| \| \| \| \| \| \| \| |                                               |  |  |  |  |  |  |  |  |                             |  |  |  |
| |                                               |  |  |  |  |  |  |  |  | 8. Ernst I xứ Sachsen-Gotha |  |  |  |
| |                                               |  |  |  |  |  |  |  |  |                             |  |  |  |
| |                                               |  |  |  |  |  |  |  |  |                             |  |  |  |
| |                                               |  |  |  |  |  |  |  |  |                             |  |  |  |
| | 4. Friedrich I xứ Saxe-Gotha-Altenburg        |  |  |  |  |  |  |  |  |                             |  |  |  |
| |                                               |  |  |  |  |  |  |  |  |                             |  |  |  |
| |                                               |  |  |  |  |  |  |  |  |                             |  |  |  |
| |                                               |  |  |  |  |  |  |  |  |                             |  |  |  |
| | 9. Elisabeth Sophia xứ Sachsen-Altenburg      |  |  |  |  |  |  |  |  |                             |  |  |  |
| |                                               |  |  |  |  |  |  |  |  |                             |  |  |  |
| |                                               |  |  |  |  |  |  |  |  |                             |  |  |  |
| |                                               |  |  |  |  |  |  |  |  |                             |  |  |  |
| | 2. Friedrich II xứ Sachsen-Gotha-Altenburg    |  |  |  |  |  |  |  |  |                             |  |  |  |
| |                                               |  |  |  |  |  |  |  |  |                             |  |  |  |
| |                                               |  |  |  |  |  |  |  |  |                             |  |  |  |
| |                                               |  |  |  |  |  |  |  |  |                             |  |  |  |
| | 10. August I xứ Sachsen-Weissenfels (= 14)    |  |  |  |  |  |  |  |  |                             |  |  |  |
| |                                               |  |  |  |  |  |  |  |  |                             |  |  |  |
| |                                               |  |  |  |  |  |  |  |  |                             |  |  |  |
| |                                               |  |  |  |  |  |  |  |  |                             |  |  |  |
| | 5. Magdalena Sibylle xứ Sachsen-Weissenfels   |  |  |  |  |  |  |  |  |                             |  |  |  |
| |                                               |  |  |  |  |  |  |  |  |                             |  |  |  |
| |                                               |  |  |  |  |  |  |  |  |                             |  |  |  |
| |                                               |  |  |  |  |  |  |  |  |                             |  |  |  |
| | 11. Anna Maria xứ Mecklenburg-Schwerin (= 15) |  |  |  |  |  |  |  |  |                             |  |  |  |
| |                                               |  |  |  |  |  |  |  |  |                             |  |  |  |
| |                                               |  |  |  |  |  |  |  |  |                             |  |  |  |
| |                                               |  |  |  |  |  |  |  |  |                             |  |  |  |
| | 1. Augusta xứ Sachsen-Gotha-Altenburg         |  |  |  |  |  |  |  |  |                             |  |  |  |
| |                                               |  |  |  |  |  |  |  |  |                             |  |  |  |
| |                                               |  |  |  |  |  |  |  |  |                             |  |  |  |
| |                                               |  |  |  |  |  |  |  |  |                             |  |  |  |
| | 12. Johann VI xứ Anhalt-Zerbst                |  |  |  |  |  |  |  |  |                             |  |  |  |
| |                                               |  |  |  |  |  |  |  |  |                             |  |  |  |
| |                                               |  |  |  |  |  |  |  |  |                             |  |  |  |
| |                                               |  |  |  |  |  |  |  |  |                             |  |  |  |
| | 6. Karl xứ Anhalt-Zerbst                      |  |  |  |  |  |  |  |  |                             |  |  |  |
| |                                               |  |  |  |  |  |  |  |  |                             |  |  |  |
| |                                               |  |  |  |  |  |  |  |  |                             |  |  |  |
| |                                               |  |  |  |  |  |  |  |  |                             |  |  |  |
| | 13. Sophie Augusta xứ Holstein-Gottorp        |  |  |  |  |  |  |  |  |                             |  |  |  |
| |                                               |  |  |  |  |  |  |  |  |                             |  |  |  |
| |                                               |  |  |  |  |  |  |  |  |                             |  |  |  |
| |                                               |  |  |  |  |  |  |  |  |                             |  |  |  |
| | 3. Magdalena Augusta xứ Anhalt-Zerbst         |  |  |  |  |  |  |  |  |                             |  |  |  |
| |                                               |  |  |  |  |  |  |  |  |                             |  |  |  |
| |                                               |  |  |  |  |  |  |  |  |                             |  |  |  |
| |                                               |  |  |  |  |  |  |  |  |                             |  |  |  |
| | 14. August I xứ Sachsen-Weissenfels (= 10)    |  |  |  |  |  |  |  |  |                             |  |  |  |
| |                                               |  |  |  |  |  |  |  |  |                             |  |  |  |
| |                                               |  |  |  |  |  |  |  |  |                             |  |  |  |
| |                                               |  |  |  |  |  |  |  |  |                             |  |  |  |
| | 7. Sophie xứ Sachsen-Weissenfels              |  |  |  |  |  |  |  |  |                             |  |  |  |
| |                                               |  |  |  |  |  |  |  |  |                             |  |  |  |
| |                                               |  |  |  |  |  |  |  |  |                             |  |  |  |
| |                                               |  |  |  |  |  |  |  |  |                             |  |  |  |
| | 15. Anna Maria xứ Mecklenburg-Schwerin (= 11) |  |  |  |  |  |  |  |  |                             |  |  |  |
| |                                               |  |  |  |  |  |  |  |  |                             |  |  |  |
| |                                               |  |  |  |  |  |  |  |  |                             |  |  |  |

## Hậu duệ
| Tên                                                 | Chân dung | Ngày sinh và ngày mất                                | Ghi chú                                                                    |
| --------------------------------------------------- | --------- | ---------------------------------------------------- | -------------------------------------------------------------------------- |
| Augusta, Công tước phu nhân xứ Braunschweig         |           | 31 tháng 7 năm 1737 - 23 tháng 3 năm 1813 (75 tuổi)  | Kết hôn với Charles William Ferdinand, Công tước xứ Brunswick. Có hậu duệ. |
| George III, Quốc vương Liên hiệp Anh                |           | 4 tháng 6 năm 1738 - 29 tháng 1 năm 1820 (81 tuổi)   | Kết hôn với Charlotte xứ Mecklenburg-Strelitz. Có hậu duệ.                 |
| Edward, Công tước xứ York và Albany                 |           | 25 tháng 3 năm 1739 - 17 tháng 9 năm 1767 (28 tuổi)  | Không kết hôn. Không hậu duệ.                                              |
| Elizabeth Caroline, Vương tôn nữ Đại Anh            |           | 10 tháng 1 năm 1741 - 4 tháng 9 năm 1759 (18 tuổi)   | Không kết hôn. Không hậu duệ.                                              |
| William Henry, Công tước xứ Gloucester và Edinburgh |           | 25 tháng 11 năm 1743 - 25 tháng 8 năm 1805 (61 tuổi) | Kết hôn với Maria Walpole. Có hậu duệ.                                     |
| Henry, Công tước xứ Cumberland và Strathearn        |           | 7 tháng 11 năm 1745 - 18 tháng 9 năm 1794 (44 tuổi)  | Kết hôn với Anne Horton. Không hậu duệ.                                    |
| Louisa Anne, Vương nữ Đại Anh                       |           | 19 tháng 3 năm 1749 - 13 tháng 5 năm 1768 (19 tuổi)  | Không kết hôn. Không hậu duệ.                                              |
| Frederick, Vương tôn Đại Anh                        |           | 13 tháng 5 năm 1750 - 29 tháng 12 năm 1765 (15 tuổi) | Không kết hôn. Không hậu duệ.                                              |
| Caroline Matilda, Vương hậu của Đan Mạch và Na Uy   |           | 22 tháng 7 năm 1751 - 10 tháng 5 năm 1775 (23 tuổi)  | Kết hôn với Christian VII của Đan Mạch. Có hậu duệ.                        |